# بوبي فرانكلين (لاعب كرة قدم أمريكية)
بوبي فرانكلين (بالإنجليزية: Bobby Franklin)‏ هو لاعب كرة قدم أمريكية أمريكي، ولد في 5 أكتوبر 1936 في كلاركسديل في الولايات المتحدة.

## وصلات خارجية
- بوبي فرانكلين على موقع مرجع كرة القدم المحترفة.كوم (الإنجليزية)